# SPEED-iD
SPEED-iD（スピードアイディ）は、日本のロックバンド。一時期ヴィジュアル系バンドとして活動していた。過去にヴィジュアル系バンド専門の事務所フリーウィルやKEY PARTYにも所属していた。

## 経歴
1992年、THE OTHER SIDEの優朗（Vo）とHAL（Dr）を中心に結成。
1993年に新宿ロフトでデビューライブ。フリーウィルやKEY PARTYに在籍し、4枚のオリジナルアルバムと1枚のライヴアルバムを発表。数回の全国ツアーやホール規模でのワンマンライヴを経て、2000年にはゴスの本拠地ドイツにてアルバムリリースと全独ツアーを決行。ヨーロッパにてカルト的支持を集めるGERMAN GOTHシーンの重鎮「THE ANGINA PECTORIS」とのカップリングによる同ツアーにより本国のHR/HMメディアに紹介され、日本人アーティストの欧州進出の礎を作る。
2001年、2月4日の渋谷DeSeOでのライブを最後に活動を休止。
2005年、ゲストメンバーを迎え、池袋手刀でのワンマンライヴを期に活動を再開。

## メンバー
- Vo.EURO（優朗） : ex.THE OTHER SIDE。function code();
- Dr.J.P.HAL.J  : ex.THE OTHER SIDE、LAB. THE BASEMENT。function code();現在は、フルダヌキでも活動中。
- Gt. MARQUEE : ex.the HAREM Q
- Ba. HIKO : ex.Vogue
- vox、chorus. leka :  function code();

旧メンバー
- Gt. IPPEI: ex.SUGIZOローディ、HISTERIA
- Ba. MAC:ex.The HAREM Q～DIE-KUSSE
- Ba. TSUYOSHI:ex.COALTAR OF THE DEEPERS、MONKEY TRICK、THE LECHERY FROM MARS、DEMONS。現在はレーザービーム、nüeで活動中。

## ディスコグラフィ

### アルバム
- INNER DIMENSION  (1993年9月 FWR-022CDL)
- INNER DIMENSION REMASTER  (1994年8月 FWR-024CDL)
- iD THE M・A・S EDITION  (1997年4月 GC-9701)
- iD THE D・O・S EDITION  (1997年4月 TCCN-25032)
- UNHOLY NIGHT  (1999年10月)　 C.O.D.Eより欧州限定リリース
- Asian Soul Scream  (2000年12月 JI-T020)
- iNDEEP  (2007年7月13日 YZXL-001)
- iNDEEP lp“15th Anniversary・Edition”  (2008年4月9日 YZXL-009)

### VHSビデオ
- INNER DIMENSION =MOVIES= （1993年11月 FWV-007）
- PSYCHO VISUALIVE AT CLUB CITTA'KAWASAKI （1994年10月 FWV-008）

### DVD
- サイコ ビジュアライヴ 1994 (2015年10月21日 XQMT2001)　VHSでリリースされたライブ映像を初DVD化